# Благовещенский (Амурская область)
Благовещенский — упразднённый посёлок в Зейском районе Амурской области России. Исключен из учётных данных в 1974 году.

## География
Посёлок располагался в междуречье ручьев Благовещенский и Перевальный (бассейн реки Малая Талга), на расстоянии примерно 69 километров (по прямой) к северо-западу поселка Кировский.

## История
Возник при одноимённом прииске.
Решением Амурского исполкома от 7 июня 1974 года № 253, посёлок Благовещенский исключен из учётных данных как несуществующий.